# Ambition (film 1916)
Ambition (o The Big Boss) è un film muto del 1916 diretto da James Vincent.

## Trama
L'ambizioso Robert Powers, assistente procuratore distrettuale, invita nella sua casa di Long Island il politico John Moore, che vuole convincere ad appoggiarlo politicamente. Chiede a Marian, la bella moglie, di occuparsi di Moore e mette in atto una trappola di modo che l'uomo politico, rimasto ferito, possa rimanere ospite a casa loro durante la convalescenza. Durante il soggiorno di Moore a Long Island, lui e Marian finiscono per innamorarsi sul serio. Lei si rende conto di essere stata manovrata dal marito, più interessato alla carriera che a lei, e decide di andarsene via da casa insieme a Moore. Viene fermata dalla figlioletta, la piccola Betty che implora Moore di non portare via la sua mamma. L'uomo, rendendosi conto che non può dividere una madre da sua figlia, se ne va da solo. Ma Marian non ha intenzione di farla passare liscia al marito: gli impone di andarsene dalla loro casa dove, da quel momento, vivrà in maniera indipendente con la bambina.

## Produzione
Il film fu prodotto dalla Fox Film Corporation.

## Distribuzione
Distribuito dalla Fox Film Corporation, il film uscì nelle sale cinematografiche USA il 25 giugno 1916.